# Gare de Marcellaz - Hauteville
La gare de Marcellaz - Hauteville est une ancienne gare ferroviaire française de la ligne d’Aix-les-Bains-Le Revard à Annemasse, située sur le territoire de la commune française d’Hauteville-sur-Fier, à proximité de celui de Marcellaz-Albanais, dans le département de la Haute-Savoie, en région Auvergne-Rhône-Alpes.
Sa mise en service intervient le 5 juillet 1866, en même temps que celle de la ligne d’Aix-les-Bains-Le Revard à Annecy, sur laquelle elle est implantée, par la Compagnie des chemins de fer de Paris à Lyon et à la Méditerranée. En 1938, la nationalisation du réseau ferré français au sein de la Société nationale des chemins de fer français (SNCF) entraine le transfert de la gare à cette dernière.
Elle est fermée au trafic voyageurs en 1993.

## Situation ferroviaire

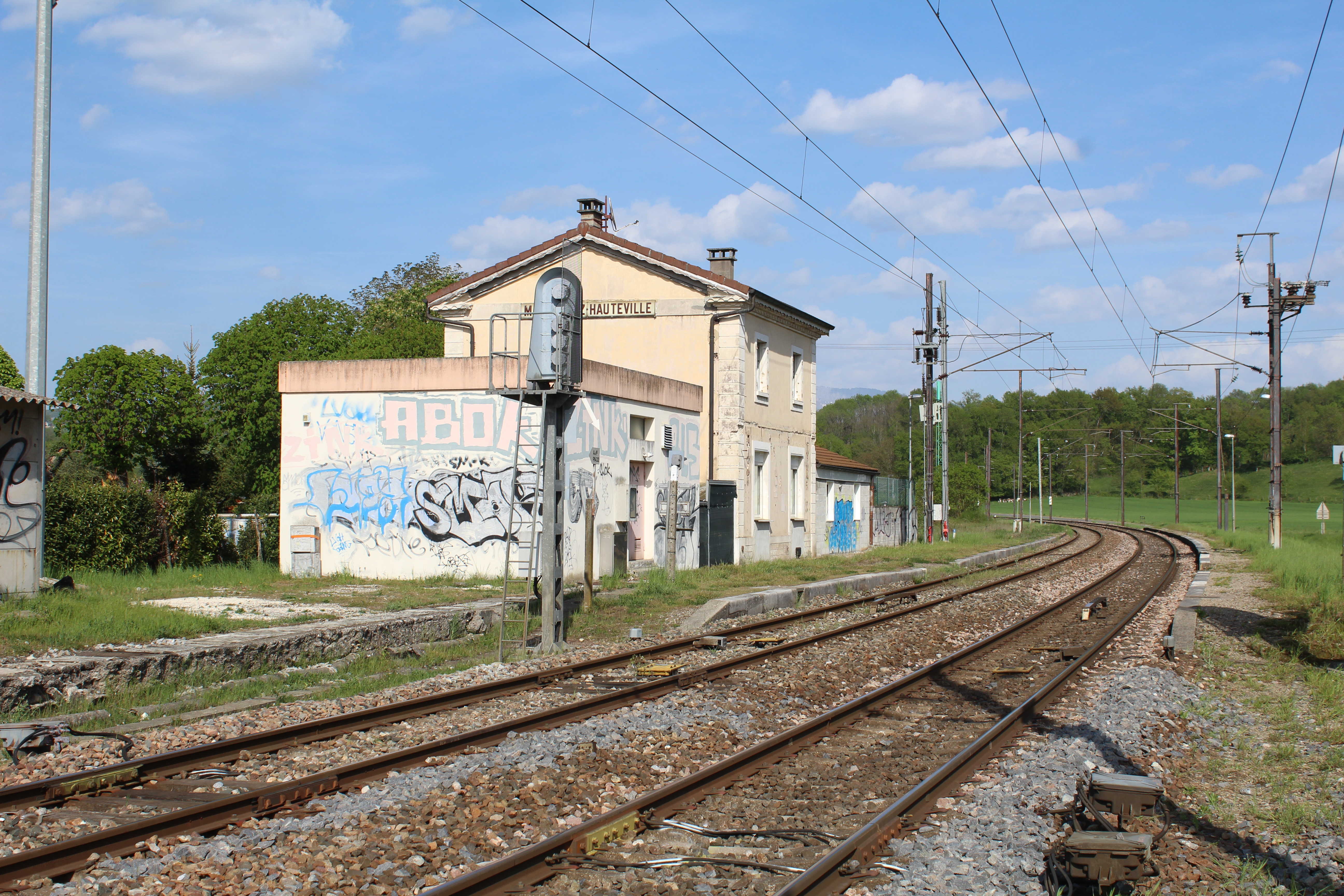
Vue d’ensemble de la gare. La voie pour Annecy est à gauche, celle de Rumilly à droite.

Établie à 359 mètres d’altitude, la gare de Marcellaz - Hauteville est située au point kilométrique (PK) 27,2 de la ligne d’Aix-les-Bains-Le Revard à Annemasse, entre la gare ouverte de Rumilly et celle, fermée, de Lovagny-Gorges-du-Fier.

## Histoire
La gare est mise en service le 5 juillet 1866, en même temps que la ligne d’Aix-les-Bains-Le Revard à Annecy, sur laquelle elle est implantée, par la Compagnie des chemins de fer de Paris à Lyon et à la Méditerranée. En 1938, la nationalisation du réseau ferré français au sein de la Société nationale des chemins de fer français (SNCF) entraine le transfert de la gare à cette dernière.
En 1993, à la suite de la mise en service du block automatique lumineux (BAL), la gare est fermée au service voyageurs et est télécommandée depuis celle d’Annecy. Le bâtiment voyageurs est par la suite vendu à un particulier.

## Service des voyageurs
La ligne de car n°32, gérée par la communauté de communes Rumilly Terre de Savoie, dispose d’un arrêt à proximité de l’ancienne gare. Cette ligne relie la Rumilly à celle d’Annecy en passant par Vallières-sur-Fier, Hauteville-sur-Fier, Vaulx, Nonglard, Lovagny et Poisy.